# NGC 3352
NGC 3352 est une galaxie lenticulaire située dans la constellation du Lion. NGC 3352 a été découverte par l'astronome français Édouard Stephan en 1880.

## Caractéristiques
Sa vitesse par rapport au fond diffus cosmologique est de 6 134 ± 23 km/s, ce qui correspond à une distance de Hubble de 90,5 ± 6,3 Mpc (∼295 millions d'al).
À ce jour, deux mesures non basées sur le décalage vers le rouge (redshift) donnent une distance de 75,100 ± 0,283 Mpc (∼245 millions d'al), ce qui est à l'extérieur des valeurs de la distance de Hubble. Notons cependant que c'est avec la valeur moyenne des mesures indépendantes, lorsqu'elles existent, que la base de données NASA/IPAC calcule le diamètre d'une galaxie et qu'en conséquence le diamètre de NGC 3352 pourrait être d'environ 46,95 kpc (∼153 000 al) si on utilisait la distance de Hubble pour le calculer.
Selon la base de données Simbad, NGC 3352 est une galaxie LINER, c'est-à-dire une galaxie dont le noyau présente un spectre d'émission caractérisé par de larges raies d'atomes faiblement ionisés.